# Louise Parche
Louise Parche (* 1997) ist eine deutsche Kinderdarstellerin.
Louise Parche spielte in der Das-Vierte-Sitcom Ein Haus voller Töchter die jüngste Tochter, „Henriette Vogel“ in 35 Folgen. Darüber hinaus war sie nicht mehr schauspielerisch aktiv.

## Filmografie
- 2010: Ein Haus voller Töchter (Fernsehserie, 35 Folgen)